# Gornja Selnica
Gornja Selnica is een plaats in de gemeente Zlatar in de Kroatische provincie Krapina-Zagorje. De plaats telt 246 inwoners (2001).